# قرط القرد
قُرْطَ القرد (الاسم العلمي: Pithecellobium)، جنس نباتات مُزهرة من فصيلة البقولية. الاسم العلمي مشتق من اليونانية πιθηκος 
```
(pithekos)، والتي تعني «قرد» و (ελλοβιον (ellobion، والتي تعني «قرط»، ,يشير هذا الاسم إلى الشكل الملفوف لقرون ثمار بعض الأنواع، والتي تشبه قرط القرد.
[
2
]
ة. تُعرف نباتات هذا الجنس عمومًا باسم 
الخرز السوداء
.
[
3
]
```